# София Торма
София Торма (на унгарски: Zsófia Torma) е унгарска археоложка, антроположка и палеонтоложка.

## Биография
Родена е на 26 септември 1832 г. в Уриу, Австро-Унгария. Получава своето образование самообучавайки се. Символите и надписите върху глинени предмети, открити по време на разкопки в окръг Хунияд са археологическа сензация. Открива артефакти от 4 – 5-хилядолетната Винчанска култура. Някои от тях са покрити с надписи с Винчанска писменост.
Най-важният ѝ труд Ethnographische Analogien е публикуван през 1894 г. в Йена.
Има важна роля в създаването на Националния музей на трансилванската история в Колозвар, днес в Клуж Напока, Румъния, на който по своя воля дарява откритите от нея археологически предмети. Тя е първата жена почетен доктор, от 24 май 1899 г., на Университета Бабеш Бояй. Умира на 14 ноември 1899 г. в Оращие, Австро-Унгария.